# مركبة هجينة

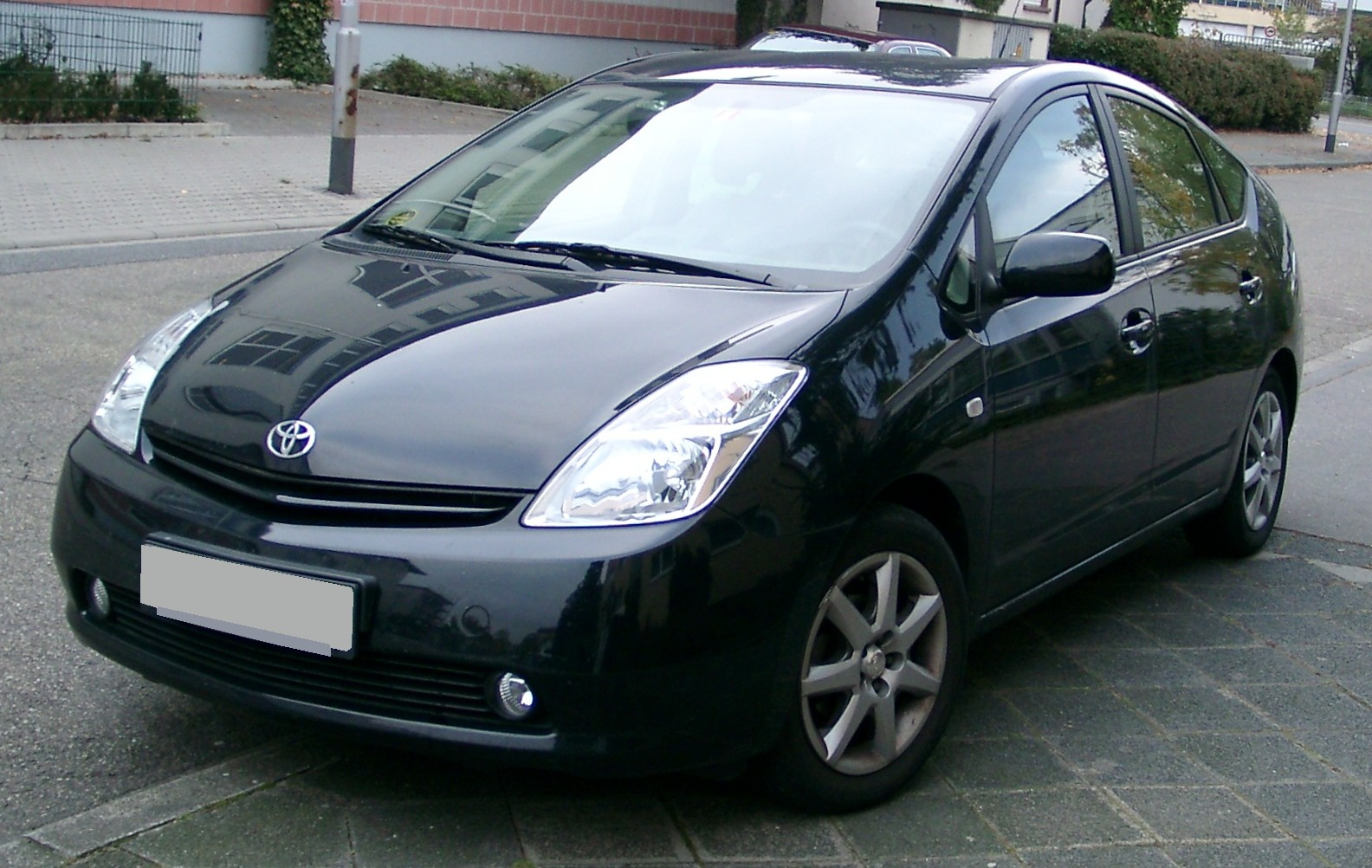
اختيرت كسيارة أوروبية لعام 2005 وهي سيارة هجين ذات محرك كهربائي وآخر بنزيني

المركبة الهجينة هي مركبة تعتمد على نظام حركي مؤلف من نوعين مختلفين لتخزين الطاقة وتحويلها إلى حركة. على سبيل المثال، يتم استخدام محرك كهربائي إلى جانب محرك احتراق داخلي كطريقة لتحويل الطاقة إلى حركة، وهي تستخدم بطارية كهربائية بالإضافة إلى وقود معتاد كطريقتين لتخزين الطاقة ثم تحويلها إلى طاقة حركة.
تعد السيارة الهجينة من أنواع المركبات الهجينة، وتعبير هجين هو ترجمة لكلمة هايبرد Hybrid المشتقة من الكلمة اليونانية هيبريدا، والتي تعني خليط. ويدل استعمال كلمة هايبرد على تشارك عدد من عناصر معينة في تشكيل عملية واحدة

## الاستعمال التقني
يدل وصف هجين تقنياً على استخدام نظام تقني متطور يجمع تقنيتين مختلفتين لتحقيق الهدف، وهو حركة السيارة.
أثناء تشغيل السيارة يكون من الممكن استخدام كلا المحركين بشكل متتابع متواز أو منفصل عن بعضهما. فيقوم لمحرك الكهربائي بقطع المسافات الأولى على الطريق حيث تكون البطارية مشحونة بالكامل في أول القيادة . ولا ينتج عن ذلك غازات ضارة بالبيئة . وقرب نفاذ الطاقة الكهربية يبدأ محرك الاحتراق الداخلي عمله المعهود لمواصلة الطريق.
و غالبا ما يتم استعمال محرك احتراق داخلي إلى جانب بطارية كهربائية ومولد كهربائي ، ويعمل هذا الأخير على تخزين طاقة كهربائية في البطارية أثناء السير .
وتستند الحركة إلى تحويل قسم من طاقة الحركة المولّدة بواسطة محرك الاحتراق إلى بطارية المحرك الكهربائي بواسطة مولد كهربائي (دينامو) ويتم تخزينها في البطارية. ويمكن بعد ذلك استخدامها عند اللزوم كطاقة لتشغيل المحرك الكهربائي، الذي بإمكانه تولّي دور المحرك العادي بشكل كلي في حالة السرعات المتوسطة.
تُجري مصانع السيارات بحوثا للتخفيف من حجم وثقل البطاريات المستعملة حاليا حيث تأخذ قدرا كبيرا من حمولة السيارة. كذلك تعمل على تطوير المحركات الكهربائية بحيث تنخفض الضوضاء الصادرة منها في السرعات العالية. وبالنسبة للبطارية الكهربائية فهناك التفكير في الاستعاضة عنها بوساطة تكنولوجيا جديدة تعمل بخلايا الوقود التي تعتمد على تفاعل الهيدروجين والأكسجين لتوليد الطاقة الكهربائية. ومن مزايا الخلايا الكهربائية التي تعمل بالهيدروجين أنها لا تنتج موادا ضارة بالبيئة أو سامة، وإنما العادم فيها عبارة عن ماء.

## التحكم في سيارة الهجين
نحو 40 عاما بعد ابتكار المعالج الدقيق الإلكتروني واستخدامة أولا في الحاسوب المحمول
أصبح لا يمكن لسيارات الوقت الحاضر وسيارات المستقبل الاستغناء عنه . فهو يستخدم للتحكم في الكبح المنتظم كما يستخدم في تنظيم تنقية العادم من الغازات الضارة . وقد زاد قيمة الإلكترونيات في السيارة من 5و0 % عام 1980 إلى نحو 20 % من ثمن السيارة عام 2010 . وعليها يقع عبء كبير في تشغيل السيارة المهجنة .
وتنقسم أنواع الإلكترونيات المستخدمة في السيارة المهجنة إلى نوعين: إلكترونيات القدرة و إلكترونيات التحكم.
وتنطوي وظيفة إلكترونيات القدرة على تنظيم توزيع التيارات الكهربائية العالية وتنظيم الجهد الكهربائي في السيارة. على أن يكون ذلك بكفاءة عالية ووزن وسعر مناسبين، حيث من الممكن أن يصل وزن إلكترونيات القدرة في سيارة متوسطة نحو 20 كيلوجرام . وتحتوي إلكترونيات القدرة على محول كهربائي يقوم بتحويل التيار المستمر الآتي من البطارية إلى تيار متردد لتشغيل المحرك الكهربائي.
وأما إلكترونيات التحكم فهي تعمل على تنظيم العمل المتبادل بين محرك الاحتراق الداخلي والمحرك الكهربائي والمولد الكهربائي والبطارية . ومن وظيفتها أن يعمل محرك الاحتراق الداخلي في نطاق قدرة مناسبة أثناء سير السيارة، وعليها نقل التشغيل من محرك الاحتراق الداخلي إلى المحرك الكهربائي في الوقت المناسب، وتنظيم استخدام جزء من حركة محرك البنزين لتوليد تيار كهربائي لشحن البطارية . ويعتمد ذلك التحكم على مقدار شحنة البطارية . وبشأن تنظيم شحنة البطارية فينبغي أن يوجد توافق بين شحنة منخفضة للبطارية (بغرض شحنها خلال عملية كبح قادمة) وشحنة مرتفعة للبطارية للقيام بأشغال أخرى في السيارة الهجين، مثل تشغيل المحرك الكهربائي وعمليات بدء السير والتوقيف . ويجري هذا التنظيم بحسب حالة السير الواقعية ويتوافق معه باستمرار.
فعند السير بسرعة عالية مثلا تُسهدف حالة منخفضة لشحنة البطارية، حيث يمكن شحنها أثناء عملية كبح قادمة فيما يعرف باسم الكبح التجددي (تستفيد العربة المهجنة من طاقة الكبح وتحول جزء منها عن طريق المولد الكهربائي إلى طاقة كهربائية تخزن في البطارية) . ويقوم المعالج الإلكتروني الدقيق بكل هذا التنظيم معتمدا على برمجية حاسوب (سوفتوير) وعلى خبراته الماضية . كما يمكن التوصل إلى أعلى كفاءة للأداء عن طريق ربط التحكم الإلكتروني ب نظام ملاحة بالسيارة ، حيث تستعد السيارة عندئذ لصعود مرتفعات مثل الجبال على الطريق أو الهبوط على منخفضات .

## أنواع المركبات

### المركبات من نوع الدراجات ذات العجلتين
الدراجات النارية الصغيرة والدراجات الهوائية الكهربائية وحتى دراجات الرجل الكهربائية (سكوتر ركل) هي أشكال بسيطة من المركبات الهجينة التي تعمل بمحرك احتراق داخلي أو محرك كهربائي وتحتاج إلى قوة عضلية من الراكب. كانت نماذج الدراجات النارية البدائية المبكرة في أواخر القرن التاسع عشر تعمل بنفس المبدأ.
- في الدراجات الهوائية الهجينة المتوازية: يقترن عزم الراكب ميكانيكيًا مع عزم تدوير الدراجة عند الضغط على الدواسة أو إحدى العجلات، ويتضح ذلك مثلًا عند استخدام محرك محوري أو بكرة تضغط على إطار العجلة أو عن طريق الاتصال بالعجلة باستخدام جهاز ناقل للحركة. معظم الدراجات الهوائية المُزودة بمحرك والدراجات النارية الصغيرة تنتمي إلى هذا النوع.[4]
- في الدراجات الهوائية الهجينة غير المسلسلة (إس إتش بي) (نوع من الدراجات التي لا تحوي سلاسل): يُدوّر الراكب المولد، فتُشحن البطارية أو يتغذى المحرك، ويؤدي ذلك إلى توفير كل عزم التدوير المطلوب. وهي متاحة تجاريًا، لكونها بسيطة من الناحية النظرية والتصنيعية.[5]

نُشر أول نموذج بدئي للدراجات الهوائية الهجينة غير المسلسلة من قبل المهندس أغسطس كينزل (حاصل على براءة اختراع أمريكية رقمها 3'884'317) في عام 1975. في عام 1994، صمم بيرني مكدونالد الدراجات الهوائية الهجينة غير المسلسلة الكهربائية التي تعتمد على الإلكترونيات الاستطاعية، ما سمح باستخدام المكابح المسترجعة للطاقة «الفرامل المتجددة» (آلية تهدف إلى حفظ الطاقة وتحويلها إلى طاقة أخرى يُستفاد منها أو تخزينها إلى وقت الحاجة لها) والدواسات في أثناء السكون. وفي عام 1995، صمم الألماني توماس مولر وصنع «دراجة ذات محرك كهرومغاطيسي» في أطروحته من أجل الحصول على شهادة الدبلوم. في عام 1996، صنع يورغ بلاتر وأندرياس فوكس من جامعة برن للعلوم التطبيقية دراجة هوائية هجينة غير مسلسلة، وفي عام 1998، عدّلا دراجة ذات ثلاث عجلات من صنع شركة ليترا (ببراءة اختراع أوروبية رقمها 1165188). وحتى عام 2005، صنعا عدة نماذج أولية من الدراجات الهجينة غير المسلسلة ثلاثية العجلات ورباعية العجلات. في عام 1999، أطلق هارالد كوتوزكي وَصفَ «الدراجة النشطة»، والهدف منه هو الوصول إلى صنع دراجة مثالية لا تزن شيئًا ولا تُسبب أي احتكاك، وذلك عن طريق تقنية المعاوضة الإلكترونية.
- في الدراجات الهوائية الهجينة غير المسلسلة التي تعمل بالكهرباء والبترول (إس إتش إي بّي بي): تُشغّل باستخدام الدواسات أو البطاريات أو مولد للبترول أو باستخدام شاحن إضافي، الأمر الذي يقدم ميزات إضافية ومرنة مقارنةً مع استخدام الدراجات الهوائية التي تعمل بالكهرباء فقط.

استُخدم في النموذج الأولي لهذه الدراجات -المُصنّع من قبل دافيد كيتسون في أستراليا عام 2014- محرك كهربائي عديم المسفرات خفيف الوزن ومحرك احتراق داخلي يدوي صغير الحجم، ونظام تحريك مع مَسكن صغير خفيف الوزن مطبوعَين بتقنية ثلاثية الأبعاد، وكان الوزن الإجمالي للدراجة أقل من 4.5 كيلوغرام. يُحافظ التبريد الفعال على الأجزاء البلاستيكية ويمنعها من أن تضعف وتلين. ويُستخدم في النموذج الأولي هذا مَنفَذ متناسق لشحن الدراجة بالكهرباء.

### المركبات الثقيلة
تستخدم قطارات الطاقة الهجينة ديزلًا كهربائيًا أو توربينة «عنفة» كهربائية من أجل تشغيل قاطرات السكك الحديدية ولحافلات والمركبات التي تُستخدم لنقل البضائع الثقيلة والآلات الهيدروليكية المتحركة والسفن. يُشغّل محرك ديزل / توربين المولدات الكهربائية أو المضخات الهيدروليكية التي تزود المحركات الكهربائية / الهيدروليكية بالطاقة -وبدقة أكثر، آليات نقل الحركة الكهربائية / الهيدروليكية (وليست الهجينة)- إلا إذا كان هناك مصدر خارجي يزودها بالطاقة. مع انخفاض خسائر تحويل المركبات الكبيرة، أصبحت مزايا توزيع الطاقة عبر الأسلاك أو الأنابيب بدلًا من الوسائل الميكانيكية أكثر بروزًا، خاصةً عند تزويد المحركات المتعددة بالطاقة، على سبيل المثال عجلات القيادة أو المراوح الدافعة (نوع من المراوح الميكانيكية تنقل الطاقة بتحويل الحركة الدورانية إلى دفع). حتى في الآونة الأخيرة، كانت معظم المركبات الثقيلة تحوي مخازن ثانوية صغيرة للطاقة، مثل البطاريات / والمراكم الهيدروليكية، باستثناء الغواصات غير النووية، التي تُعتبر من أقدم المركبات الهجينة المنتجة والتي تعمل على محرك الديزل عندما تطفو على سطح الماء، وعلى البطاريات عندما تغوص تحت الماء.

#### النقل بالسكك الحديدية
في أوروبا
تستخدم السكك الحديدية عالية السعة (إيه جي سي أو عربات القطار عالية السعة) التي صممتها الشركة الكندية بومباردييه لخدمات النقل في فرنسا محركات الديزل ومحركات كهربائية بقوة 1500 أو 25000 فولت على مختلف أنظمة السكك الحديدية. اختُبرت السكك الحديدية هذه في مدينة روتردام في هولندا ضمن شركة ريلفيدينغ التابعة لشركة جينيسي ووايومنغ.
في الصين
صُمم أول نموذج تقييمي لقاطرة هجينة من قبل مركز أبحاث السكك الحديدية ماتراي في عام 1999، وأُنشئت في عام 2000. كانت قاطرة جي 12 مزودة ببطاريات ومولد ديزل بقوة 200 كيلو وات و4 محركات ذات تيار متردد.
في اليابان
أول قطار هجين ياباني مع تخزين كبير للطاقة هو قطار كيها إي200، الذي يحوي بطاريات أيون الليثيوم مُركّبة على سطحه.
في الهند
أطلقت السكك الحديدية الهندية قطارات هجينة ذات محرك ديزل يحوي غازًا طبيعيًا مضغوطًا في يناير عام 2015. يحتوي القطار على محرك بقوة 1400 حصان، ويستخدم تقنية التبخير. عُيّن أول قطار من هذا النوع على خط السكة الحديدية ريواري-روثاك الذي يبلغ طوله 81 كيلو مترًا.
في أمريكا الشمالية
في الولايات المتحدة، صنعت شركة جنرال إلكتريك قاطرة مع تخزين بطارية صوديوم – كلوريد النيكل (إن إيه – إن آي سي إل 2)، وتوقعت أن الوقود سيُوفّر بنسبة 10 % على الأقل.

## حماية البيئة
خاصية الحفاظ على البيئة التي تطلق على هذا النوع من المحركات، تنبع من أن هذه التقنية تقوم بتخزين الطاقة الفائضة لاستخدامها عبر تشغيل المحرك الكهربائي الذي لا ينتج غازات سامة.
يعترض بعض الخبراء على وصف هذا النظام بنظام صديق للبيئة نظرا لكمية الطاقة الكبيرة التي يحتاجها تصنيع البطارية المستعملة من جهة، ولوجود مواد سامة بكميات كبيرة في تلك البطارية مع استحالة إعادة تصنيعها. خاصة أن عمر البطاريات المستعملة حاليا لا يتجاوز ال 6 سنوات.
لذلك تقوم بعض مصانع السيارات بالعمل على تطوير خلايا كهربائية تعمل بغاز الهيدروجين لتقوم مقام البطاريات الكبيرة في السيارات، ونظرا لأن تلك الخلايا الكهربائية (خلايا الوقود) تعمل على إنتاج التيار الكهربى بوساطة أتحاد الهيدروجين مع الأكسجين فلا ينتج عنها من نفاية سوى الماء.

## بطارية السيارة الهجين
تتميز بطارية السيارة الهجين بكثافة عالية للطاقة لكي تستطيع قطع مسافات طويلة (بطارية عالية الطاقة). كما يجب أن يكون في استطاعتها تقديم قدرة عالية أو تخزين الطاقة الكهربائية كبيرة خلال وقت قصير . كما لا بد لبطارية سيارة الهجين تحمل عدد كبير من مرات الشحن وإعادة التفريغ . وتستخدم بطاريات من نوع بطارية نيكل- معدن هيدريد في سيارات تيوتا بريوس وفولكسواجن توارق، كما تستخدم بازدياد بطارية ليثيوم أيون التي تستخدم في سيارة مرسيدس إس 400 هيبريد. وتتفوق بطارية الليثيوم أيون على بطارية النيكل-معدن هيدريد باعادة تشحين وكثافة طاقة وكثافة قدرة تبلغ ضعف ما تنتجه الأخيرة من نفس الوزن .

## استغلالالحذافةفي السيارة الهجين
يعتبر نظام الحدافة من أسرع وسائل عطاء طاقة الحركة وتخزينها . وقد استخدم نظام الحدافة هذا في سيارة بورشيه 911 هيبريد وهي سيارة هجينة، وتحتوي على محرك احتراق داخلي خلفي، ومحركين كهربائيين أماميين يُشغـّلان العجلتين الأماميتين. وعند كبح السيارة تُستغل طاقة الكبح في تشغيل محرك كهربائي متصل بالحدافة يعمل على إدارتها بسرعة، وبذلك تخزن طاقة الكبح في الحدافة حيث تُدير الحدافة بسرعة تبلغ 40.000 دورة في الدقيقة . فإذا احتيجت طاقة لتسيير السيارة عمل المحرك كمولد للكهرباء عن طريق استمداد طاقة حركة الحدافة، وتنخفض سرعة دوران الحدافة . وتتميز الحدافة عن البطارية في عدد مرات إعادة الشحن والتفريغ، وهي بذلك أطول من البطارية عمرا. ولكن الحدافة تعطي تلك الطاقة العالية لمدة ثوان قليلة، لأن كثافة الطاقة فيها منخفضة بينما تزيد تكلفتها عن كلفة البطارية .

## التطور الحالى
قامت مصانع السيارات وفي طليعتها مصانع السيارات اليابانية بصنع نحو مليوني سيارة هجين منذ عام 1999 حتى عام 2009. ولا تزال تلك التكنولوجيا بحاجة للتطوير. فأسعار السيارات من ذلك النوع لا زالت عالية، وتتسم تلك السيارات بثقل الوزن واستهلاك جزءا كبيرا من حمولة السيارة ببطارية كبيرة الحجم وثقيلة الوزن. ولا يزال المجال واسعا لتطوير هذا النوع الجديد من السيارات.
- أقصى مدى اسيارة هجينة تسير بالبنزين والخلايا الكهربائية وصل 830 كيلومتر، تقطع نحو ثلاثة أرباعها بالجازولين وحوالى الربع بالمحرك الكهربائي الذي يعمل بالخلايا الكهربائية والهيدروجين.

## اقرأ أيضا
- شركة كاتل
- سيارة نفاثة
- سيارة صديقة للبيئة
- سيارة
- محرك احتراق داخلي
- سيارة كهربائية
- بطارية الرصاص
- خلية وقود
- المعالج الدقيق
- حصان (وحدة قدرة)
- حافلة كهربائية هجينة